# Theodor Elfstedt
Lars Magnus Theodor Elfstedt (i riksdagen kallad Elfstedt i Arboga senare Elfstedt i Stockholm), född 25 januari 1819 i Stockholm, död 13 juli 1883 i Stockholm, var en svensk rådman och riksdagsman.
Elfstedt avlade 1844 examen till rättegångsverken och disputerade 1845. Han var rådman och stadsnotarie i Arboga 1859–1873. I riksdagen var han ledamot av andra kammaren 1873–1875, invald i Arboga och Sala valkrets.